# Main Square Festival

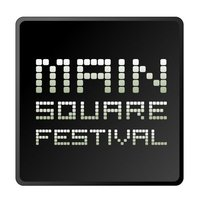
Main square festival Logo 2011

Het Main Square Festival is een van de grootste festivals van Frankrijk, dat plaatsvindt in het eerste weekend van juli. Het festival heeft meestal een gelijkaardige line-up als Rock Werchter, omdat dit festival meestal in hetzelfde weekend plaatsvindt. Het festivaldomein ligt in de stad Arras in het noorden van Frankrijk. Het festival werd van 2004 tot 2009 gehouden op La Grande Place van Arras, maar vanaf 2010 gaat het door in La Citadelle Vauban omdat het aantal bezoekers jaarlijks blijft toenemen. Het festival trekt jaarlijks ook heel wat Belgen, omdat de locatie vlak over de grens is.

## De Sites

### La Grande Place
Het Main Square festival dankt een deel van zijn succes aan La Grande Place van Arras, waar het gedurende 7 jaar doorging. 
La Grande Place heeft een unieke architecturale vorm waardoor het festival een zeker charme uitstraalt.

### Citadelle Vauban
Vanaf 2010 wordt het Main Square Festival georganiseerd in de Citadelle Vauban van Arras. Het terrein is opgedeeld in 2 podia: de Main Stage en de Greenroom. De Main Stage is gelegen op de binnenplaats van de Citadel die bedekt is met gravel. De Greenroom is het zijpodium dat op de atletiek piste en het voetbalveld naast de citadel opgebouwd wordt. Dit podium wordt gesponsord door Heineken (wat tevens het festivalbier is) en sinds de editie van 2012 staat er naast het podium een terras waarvoor je toegangskaarten kunt winnen. De hoofdcamping bevindt zich op 5 minuten van de festivalsite. Voor de editie van 2011 werd er een extra camping voorzien aan de Vélodrome, omdat op de hoofdcamping capaciteit te weinig was.

## Line-up

### 2004
Placebo

### 2005
Kyo

### 2006
Depeche Mode, Muse

### 2007
Tryo, Indochine

### 2008
The Chemical Brothers, Mika, Radiohead, Justice, Sigur Ros, Vampire Weekend, The Wombats, The Dø, Underworld, 2 Many DJ's, Digitalism, The Hoosiers, BB Brunes

### 2009
Het festival duurde voor de eerste keer vier dagen.

#### Donderdag 2 juli
Coldplay, The Ting Tings, Amy MacDonald, M.Ward

#### Vrijdag 3 juli
Kanye West, Lily Allen, Phoenix, Birdy Nam Nam, Sebstien Tellier

#### Zaterdag 4 juli
Placebo, Kaiser Chiefs, Bloc Party, Gossip, Expatriate, Ghinzu

#### Zondag 5 juli
Lenny Kravitz, Moby, Franz Ferdinand, Duffy, Katy Perry, Ace Out, Justin Nozuka, Yuksek

### 2010

#### Vrijdag 2 juli
The Black Eyed Peas, Jamiroquai, David Guetta, Vitalic, Bloody BeetrootsDeath Crew 77, La Roux, Pony Pony Run Run

#### Zaterdag 3 juli
Pearl Jam, Ben Harper and Relentless7, - M -, Phoenix, Wolfmother, Coheed & Cambria

#### Zondag 4 juli
Rammstein, P!nk, Gossip, Stereophonics, Florence and the Machine

### 2011
|            | Vrijdag 1 juli | Zaterdag 2 juli                                                                                          | Zondag 3 juli                                                                            |
| ---------- | --- | --- | ---------------------------------------------------------------------------------------- |
| Main Stage | The Pretty Reckless The Gaslight Anthem Shaka Ponk Limp Bizkit Queens of the Stone Age Linkin Park The Chemical Brothers | Triggerfinger Yodelice White Lies Kaiser Chiefs The National Arcade Fire Moby                            | Rival Sons Charles Bradley Bruno Mars Elbow PJ Harvey Portishead Coldplay                |
| Greenroom  | Welling Walrus Warpaint Jenny & Johnny Tame Impala Selah Sue Eels Beady Eye Martin Solveig                               | Mai Everything Everything Aloe Blacc Fleet Foxes Jimmy Eat World Two Door Cinema Club Kasabian The Shoes | Manceau Evaline I Blame Coco Puggy Julian Perretta Cold War Kids Magnetic Man Underworld |

### 2012
|            | Vrijdag 29 juni                                                                               | Zaterdag 30 juni                                                                                            | Zondag 1 juli |
| ---------- | --------------------------------------------------------------------------------------------- | --- | --- |
| Main Stage | The Maccabees The Subways Simple Minds Garbage Kasabian The xx Justice                        | X Skip the Use Within Temptation The Kooks Florence + The Machine Pearl Jam Birdy Nam Nam                   | The All-American Rejects Gaz Coombes Wiz Khalifa Incubus Shaka Ponk Blink-182 Etienne de Crécy                       |
| Greenroom  | Lolito Greenshape Stuck In The Sound Electric Geust Brigitte Editors Metronomy Chase & Status | La Moustache de Martin PinPin Kreayshawn Velvet Revolver Miles Kane Miyavi Izia The Rapture The Zombie Kids | Girl's Toys Michael Kiwanuka Beat Assailant Noah and the Whale Ben Howard The Mars Volta M83 The Young Professionals |

### 2013
|            | Vrijdag 5 juli                                                              | Zaterdag 6 juli                                                        | Zondag 7 juli                                                         |
| ---------- | --------------------------------------------------------------------------- | ---------------------------------------------------------------------- | --------------------------------------------------------------------- |
| Main Stage | Twin Forks Rival Sons Bliffy Clyro 30 Seconds to Mars Green Day The Prodigy | Mike and the Mechanics Local Natives Saez The Hives Sting C2C          | Charles Bradley Volbeat Puggy Stereophonics Archive Indochine         |
| Greenroom  | Candide Balthazar Haim Modestep Bloc Party Enter Shikari Netsky             | Klink Clock Kodaline Of Monsters and Men Asaf Avidan Alt-J dEUS Madeon | Feini-X Crew Left Boy La Femme Lou Douillon Kendrick Lamar Wax Tailor |

### 2014
|            | Donderdag 3 juli                           | Vrijdag 4 juli                                                         | Zaterdag 5 juli                                                      | Zondag 6 juli                                                                  |
| ---------- | ------------------------------------------ | ---------------------------------------------------------------------- | -------------------------------------------------------------------- | ------------------------------------------------------------------------------ |
| Main Stage | Ghost Mastodon Alice in Chains Iron Maiden | Triggerfinger Imagine Dragons Franz Ferdinand The Black Keys Skrillex  | Yodelice John Butler Trio MGMT Jack Johnson Stromae Paul Kalkbrenner | Keziah Jones Rodrigo y Gabriela The Parov Stelar band Détroit -M- David Guetta |
| Greenroom  |                                            | Twenty One Pilots Bombay Bicycle Club Anna Calvi Woodkid Gesaffelstein | Alec Benjamin Arsenal Allen Stone The 1975 Foals Disclosure          | Nina Nesbitt James Arthur Girls in Hawaii London Grammar Bakermat              |

## Evolutie ticketprijs
| Jaar | Aantal festivaldagen | Prijs combiticket |
| ---- | -------------------- | ----------------- |
| 2004 | 1                    | € 32              |
| 2005 | 1                    | € 32              |
| 2006 | 2                    | € 75              |
| 2007 | 2                    | € 60              |
| 2008 | 3                    | € 135             |
| 2009 | 4                    | € 175             |
| 2010 | 3                    | € 135             |
| 2011 | 3                    | € 135             |
| 2012 | 3                    | € 135             |
| 2013 | 3                    | € 115             |
| 2014 | 4                    | € 145             |